# Podgora, Ravne na Koroškem
Podgora je naselje v Občini Ravne na Koroškem.